# Phrynichus spinitarsus
Phrynichus spinitarsus är en spindeldjursart som beskrevs av Karsch 1879. Phrynichus spinitarsus ingår i släktet Phrynichus och familjen Phrynichidae. Inga underarter finns listade i Catalogue of Life.